# Little Big Master
Pour plus de détails, voir Fiche technique et Distribution.
Little Big Master (五個小孩的校長, Ng goh siu hai dik hau jeung) est un film dramatique biographique hongkongais co-écrit et réalisé par Adrian Kwan et sorti en 2015 à Hong Kong.
Il raconte l'histoire vraie de Lilian Lui, ancienne directrice d'une école maternelle d'élite de Discovery Bay, qui prévoit de prendre sa retraite pour voyager à travers le monde avec son mari Alvin Tse mais qui accepte un emploi avec un petit salaire mensuel de 4 500 HK$ pour continuer à éduquer à elle seule les cinq derniers enfants d'une maternelle de Yuen Long sur le point de fermer en 2009, et met ses projets de voyage en attente,.
Succès critique et commercial, il récolte 46,6 millions HK$ au box-office et devient le film hongkongais le plus rentable de 2015 à Hong Kong.

## Synopsis
Lui Wai-hung (Miriam Yeung), directrice d'une maternelle internationale, est désillusionnée par le système éducatif et quitte son emploi bien rémunéré pour entamer un voyage à travers le monde avec son mari Tse Wing-tung (Louis Koo). Cependant, elle met ses projets de voyage en attente lorsqu'elle voit un reportage à la télévision sur une maternelle de Yuen Long sur le point de fermer et où il ne reste que cinq enfants. De plus, en raison de difficultés financières, l'école ne peut proposer qu'une salaire de 4 500 HK$ pour embaucher un directeur et du personnel. Ravivant sa passion pour l'enseignement, Lui postule pour le poste et espère aider les cinq enfants à passer dans une autre école. Lorsqu'elle prend ses fonctions, elle découvre que ces cinq enfants ont des problèmes familiaux différents. Le père de l'élève Ka-ka (Philip Keung) est paralysé après un accident et est souvent menacé d'expulsion par les promoteurs immobiliers. Les parents de Mei-chu sont morts dans un accident de la route et c'est tante Han (Anna Ng), une employée de restaurant, qui est son unique tutrice. La mère de Siu-suet n'a pas été approuvée pour emménager dans une résidence à Hong Kong et vit avec son père âgé, M. Ho (Richard Ng), qui ramasse des déchets métalliques pour gagner sa vie. Le père des sœurs pakistanaises Kitty et Jennie ne voit pas la nécessité pour les filles d'étudier alors que les prix des bus scolaires augmentent et ne permet tout simplement plus à ses filles d'aller à l'école.
Face aux problèmes de ses élèves, Lui fait de son mieux pour les aider. Elle sert de chauffeur bénévole pour emmener Kitty et Jennie à l'école, elle régle les problèmes familiaux de Ka-ka, etc. Dans le même temps, elle s'occupe également de l'administration scolaire tout en s'occupant des tâches de conciergerie. De plus, Lui rappelle à ses élèves et à leurs parents qu'il est indispensable d'avoir un rêve, tandis que son propre rêve à elle est d'être une enseignante qui n'abandonne jamais. Plus tard, lorsqu'elle découvre qu'elle n'a pas pu aider ses élèves à passer dans une autre école, elle décide d'accepter de nouveaux élèves à l'école. Elle commence cependant à souffrir alors d'une réminiscence d'une ancienne tumeur.

## Fiche technique
- Titre original : 逃出生天
- Titre international : Little Big Master
- Réalisation : Adrian Kwan
- Scénario : Adrian Kwan et Hannah Chang
- Photographie : Anthony Pun
- Montage : Curran Pang
- Musique : Wong Kin-wai
- Production : Benny Chan, Alvin Lam et Stanley Tong
- Société de production : Universe Entertainment, Sil-Metropole Organisation, Sun Entertainment Culture, One Cool Film Production, Beijing Monster Pictures, Yunnan Parashorea Cathayensis Culture Communication, Yiming Culture Communication, Foshan Joint Media Group et Sirius Pictures International
- Société de distribution : Universe Film Distribution
- Pays d'origine :  Hong Kong
- Langue originale : cantonais
- Format : couleur
- Genre : dramatique, biographique
- Durée : 112 minutes
- Dates de sortie :
  -  Hong Kong,  Malaisie et  Singapour : 19 mars 2015
  -  Chine : 20 mars 2015
  -  Taïwan : 2 avril 2015
  -  Japon : 5 novembre 2016

## Distribution
- Miriam Yeung : Lui Wai-hung
- Louis Koo : Tse Wing-tung
- Winnie Ho : Ho Siu-suet
- Fu Shun-ying : Lo Ka-ka
- Keira Wang : Tam Mei-chu
- Zaha Fathima : Kitty Fathima
- Khan Nayab : Jennie Fathima
- Richard Ng : Mr. Ho, le père de Siu-suet
- Anna Ng : Auntie Han, la tante de Mei-chu
- Philip Keung : Lo Keung, le père de Ka-ka
- Rain Lau : Mrs. Lo, la mère de Ka-ka
- Asnani Mena : la mère de Kitty et Jennie
- Dhillion Harjit Singh : le père de Kitty et Jennie
- Stanley Fung : le chef du village de Yuen Tin
- Marc Ma (en) : l'agent immobilier
- Fire Lee : Fung Tai-wai, le chef du comité rural du village de Yuen Tin
- Bonnie Wong : une concierge
- Alannah Ong : la femme du chef du village de Yuen Tin
- Sammy Leung (en) : Bowie Chin, un vieil ami de Lui
- Mimi Kung : Anita, une institutrice
- Ho Chun-ting : Martin Tong
- Ho Hing-fai : le père de Martin
- Sin Kam : la mère de Martin
- Chun Wong : Wong
- Fung So-po : la mère de Lui Wai-hung
- Stephen Au (en) : le grand frère de Lui Wai-hung
- Cindy Au (en) : la belle-sœur de Lui Wai-hung
- Gregory Charles Rivers (en) : Tony, le directeur du musée
- Don Li (en) : Kit, un employé du musée
- Lee Shing-cheong (en) : le propriétaire du restaurant

## Accueil

### Critique
Maggie Lee de Variety Film Reviews (en) donne au film une critique positive et écrit qu'il « a un cœur énorme ». Clarence Tsui de The Hollywood Reporter donne aussi une critique positive au film, saluant la sincérité du réalisateur Adrian Kwan et les prestations des acteurs principaux Miriam Yeung et Louis Koo, tout en louant celles des enfants acteurs du film et le qualifie de « film optimiste reposant davantage sur les coups de pinceau sentimentaux plutôt qu'une critique sociale pointue pour présenter et comprendre la tragédie et la joie à l'écran ». Yvonne Teh du South China Morning Post donne au film une note de 4 étoiles sur 5.
Donnant un avis mitigé, Derek Elley de Film Business Asia (en) donne une note de 6 étoiles sur 10, saluant les prestations des acteurs mais critiquant l'absence de vrais drames et conflits.

### Box-office
Little Big Master sort le 19 mars 2015 à Hong Kong et atteint la première place du box-office pendant deux semaines consécutives, récoltant un total de 16,1 millions HK$ (2,07 millions US$) après deux week-end. Après douze jours d'exploitation, le film récolte 32,3 millions HK$ (4,17 millions US$). Au bout du quatrième week-end, Little Big Master reste à la seconde place avec un total de recettes de 39,3 millions HK$ (5,07 millions US$). À la fin de son exploitation, ses recettes totales s'élèvent à 46,6 millions HK$ (6,01 millions US$), ce qui en fait le film hongkongais le plus rentable et le cinquième film le plus rentable de 2015 à Hong Kong.

## Prix et nomiantions
| Prix                                    | Prix                                      | Prix                        | Prix       |
| Cérémonie                               | Catégorie                                 | Récipiendaire               | Issue      |
| --------------------------------------- | ----------------------------------------- | --------------------------- | ---------- |
| 35e cérémonie des Hong Kong Film Awards | Meilleur film                             | Little Big Master           | Nomination |
| 35e cérémonie des Hong Kong Film Awards | Meilleur réalisateur                      | Adrian Kwan                 | Nomination |
| 35e cérémonie des Hong Kong Film Awards | Meilleur scénario                         | Adrian Kwan et Hannah Chang | Nomination |
| 35e cérémonie des Hong Kong Film Awards | Meilleure actrice                         | Miriam Yeung                | Nomination |
| 35e cérémonie des Hong Kong Film Awards | Meilleure actrice dans un rôle secondaire | Anna Ng                     | Nomination |